# Wah (Pakistan)
Wah (in urdu واہ) è una città del Pakistan, situata nella provincia del Punjab.